# Diary of a Wimpy Kid: Rodrick Rules (novela)
Diary of a Wimpy Kid: Rodrick Rules (en español: Diario de Greg 2: La ley de Rodrick) es una novela de comedia de la colección de Diario de Greg. El libro fue lanzado el viernes, 1 de febrero de 2008 en Estados Unidos y más tarde en el resto del mundo. El libro habla sobre las travesuras que hace Rodrick Heffley a su hermano Greg Heffley.

## Personajes principales
- Greg Heffley (Protagonista Principal en todos los Diarios)
- Rodrick Heffley (Antagonista Principal)
- Susan Heffley
- Manny Heffley
- Rowley Jefferson
- Frank Heffley
- Abuelo de Greg Heffley

## Sinopsis
Mejor no preguntarle a Greg Heffley qué tal lo ha pasado durante las vacaciones de verano, porque no quiere ni oír hablar del asunto. De hecho, al empezar el nuevo curso Greg está deseando olvidar los últimos tres meses de su vida, en particular cierto acontecimiento ... Por desgracia para él, su hermano mayor, Rodrick, lo sabe todo sobre ese incidente que él querría enterrar para siempre. Y es que todos los secretos acaban saliendo a la luz ... sobre todo cuando hay un diario de por medio.
Al comienzo del libro, Greg Heffley explica lo mal que fueron sus vacaciones de verano en las que después de haberse inscrito con el equipo de natación sin su consentimiento, tuvo que lidiar con la práctica a las 7:00 a. m., siendo el peor nadador del equipo y su hermano mayor Rodrick lo molesta por un secreto que Greg está tratando de guardar. Después de que Rodrick lo coloca en la parte trasera de su camioneta y encuentra cada bache de velocidad en la ciudad, deja a Greg en la escuela, pero Greg descubre que todavía tiene el toque de queso del año pasado. Afortunadamente, se lo pasa a un nuevo estudiante llamado Jeremy Pindle.
Está claro que Greg y Rodrick siempre están en bancarrota, por lo que Susan crea un dólar llamada "Dinero de mama" para que Greg y Rodrick se lleven bien, ya que un "Peso de mama" vale un céntimo. Rodrick, al principio, administra mal el dinero en sus revistas de heavy metal, mientras que Greg maneja el efectivo con cuidado y sensatez. Rodrick tiene un próximo proyecto científico que preferiría hacer en 'Gravity', pero claramente no muestra ningún esfuerzo o interés, y le pide a los miembros de su familia que lo hagan por él. Debido a que Rodrick está enfermo, los padres dejan a Greg y Rodrick a cargo de la casa, pensando que Rodrick no organizará una fiesta. Sin embargo, Rodrick salta del sofá y llama a todos sus amigos, y luego organiza la fiesta. Un mes después, Greg se da cuenta de que Rowley tiene dinero de juego idéntico a los "Pesos de mama" y se lo lleva a su casa para ponerlo debajo de su colchón. Cuando Greg no hace su tarea de historia, debe tomar prestada una tarea de Rodrick y pagarle $ 20,000 en Dinero de mama. Desafortunadamente, Susan se entera de este esquema cuando Rodrick trata de cobrar el lote como pago inicial en una motocicleta y, como resultado, confisca todos los dólares de mamá de Greg. incluidos sus verdaderos.
Después del Día de Acción de Gracias, la fiesta de Rodrick es descubierta por una foto que el amigo de Rodrick, Bill, tomó en la fiesta, a la que estuvo castigado durante un mes, mientras que Greg es acusado de ser cómplice de Rodrick y también fue castigado y prohibido jugar videojuegos durante dos semanas. , a pesar de que protesta porque estuvo encerrado en el sótano todo el tiempo y no tuvo nada que ver con la fiesta. Como Greg no les contó sobre la fiesta, pensaron que tenía algo que ver con eso.
Rodrick comienza a prepararse para el show de talentos a pesar de su castigo de que se le prohíba salir de casa e ir allí, después de que Frank termina dos semanas antes debido a que escucha a la banda de Rodrick todos los días volviéndolo loco. Después de que Greg hiere accidentalmente a Rowley al poner una pesa en una almohada que Rowley pateó durante una pijamada, se ve obligado a actuar en el show de talentos con un niño de primer grado llamado Scotty Douglas, con quien Rowley era socio. No califican, pero la banda de Rodrick sí. Rodrick, ansioso por continuar con el show de talentos, entrega su proyecto de ciencia Gravity temprano pero se ve obligado a rehacerlo. Rodrick trata de decirle claramente a su maestro sobre esto, pero su maestro le dice que fue un experimento bastante fácil, que no tenía un sentido claro y que el proyecto no cumplía con múltiples requisitos.
Frank trata de persuadir a Rodrick para que abandone el programa, pero Rodrick insiste en hacerlo para poder enviarlo a las compañías discográficas y salir de la escuela si él y Löded Diper son notados. Durante el show de talentos, Rodrick graba la actuación de su banda para poder enviarla con el fin de cumplir sus deseos, pero el video se vuelve inútil después de descubrir que mamá (que estaba grabando el video todo el tiempo) había hablado todo el tiempo. y todo lo que dijo se escuchó en la cinta, enfureciendo a Rodrick. Cuando su banda viene a ver el programa de talentos en la televisión por fragmentos de su actuación, ven a la madre de Rodrick bailando en el escenario, lo que significa que Rodrick no tiene nada que enviar a las compañías discográficas.
Rodrick acusa a Greg por el incidente y se pelean hasta que sus padres los envían a sus dos habitaciones. Más tarde, Rodrick revela a sus amigos lo que le sucedió a Greg durante el verano: cuando Greg dice que, en Leisure Towers, la casa de retiro donde vive su abuelo, Rodrick tomó el diario de Greg y salió corriendo, pero tropezó en un juego de mesa. Greg agarró su diario, corrió al baño e intentó destruirlo, pero descubrió que estaba en el baño de mujeres y, por lo tanto, lo sacaron.
Sin embargo, Greg termina siendo popular por sus acciones porque la historia se había torcido extremadamente de ir al baño de mujeres en la casa de retiro a invadir el vestuario de niñas en la Escuela Secundaria Crossland. El libro termina con Greg ayudando a Rodrick con su proyecto de ciencias para la escuela llamado "Las plantas estornudan?", Debido a que siente pena por el video de la actuación de Löded Diper en el show de talentos, que se ha convertido en una sensación mundial en Internet debido a que Susan baila en eso.

## Curiosidades
- Este libro tuvo su propia película conocida como Diary of a Wimpy Kid 2: Rodrick Rules
- En la versión alemana e italiana la portada es diferente
- Este es el libro con más apariciones de Rodrick, además del único libro donde él aparece en la portada

- Datos: Q1771006